# Silsden
Silsden es una localidad situada en el condado de Yorkshire del Oeste, en Inglaterra (Reino Unido), con una población estimada a mediados de 2016 de 8104 habitantes. Es una parroquia civil de Bradford.
Se encuentra ubicada al oeste de la región Yorkshire y Humber, cerca de la frontera con la región Noroeste de Inglaterra, de los montes Peninos y de la ciudad de Leeds —la capital del condado y de la región—. En la localidad, se rodó parte de God's own country (2017), de Francis Lee.